# تجزیه و تحلیل اطلاعات

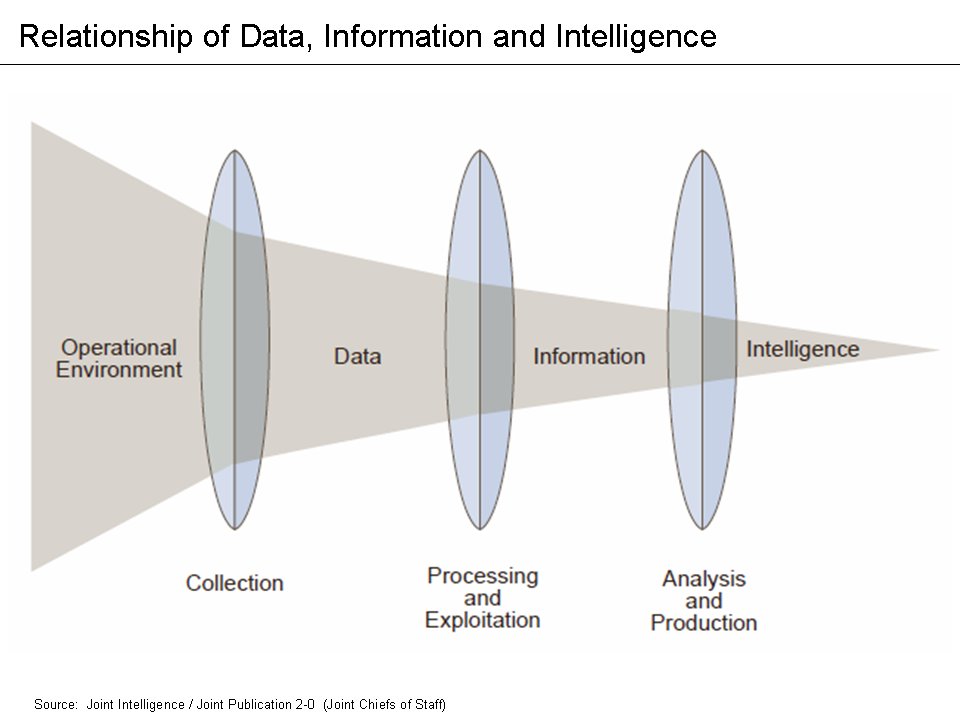
روند تکاملی اطلاعات در سازمان های اطلاعاتی

تجزیه و تحلیل اطلاعات (به انگلیسی: Intelligence analysis) به فرایند پیش بینی اتفاقات و احتمالات رخ داد های آینده، بر پایه داده‌های کنونی می‌پردازد. این عمل در سازمان‌های اطلاعاتی مانند آژانس اطلاعات مرکزی (سیا) یا سرویس اطلاعات مخفی بریتانیا انجام می‌گیرد. همچنین از شیوه‌های آنها در هوش کسب و کار و هوش رقابتی نیز می‌توان استفاده کرد.
اطلاعات جمع آوری شده توسط سازمان های اطلاعاتی آمیخته ای از اطلاعات گمراه کننده (  false reality یا,Deception )و اطلاعات درست است. این اطلاعات گمراه کننده ممکن است به صورت عمدی توسط دشمن برای فریبِ سرویس های اطلاعتی فراهم شده باشد. بنابراین, اطلاعات جمع آوری شده باید تحلیل شوند تا قسمت های گمراه کننده ی آن از بخش های صحیح تفکیک شوند تا بتوان درک درستی نسبت به واقعیت داست. وظیفه ی تحلیل گر تشخیصِ اطلاعات گمراه کننده و مشخص کردنِ اطلاعات صحیح است.

## مرور کلی

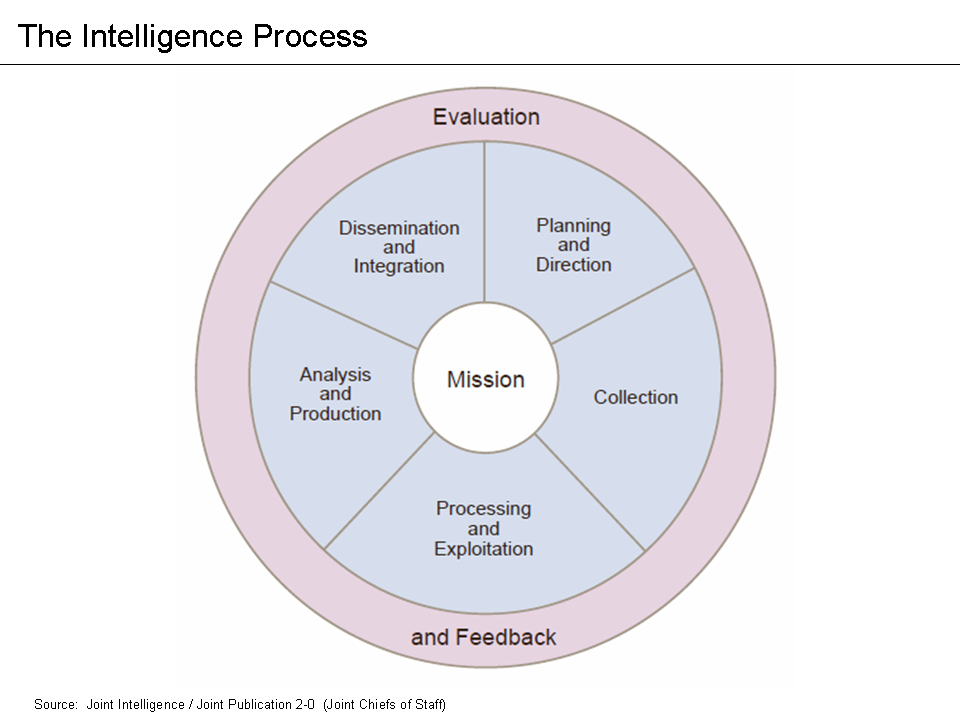
چرخه ی اطلاعات در سازمان های اطلاعاتی

در حقیقت تحلیل اطلاعات هنر کاستن از ابهامات در یک مسئله ی پیچیده است. بسیاری از تحلیل گران در ارائه ی نظریات خود, از بیان نظریاتی که احتمال وقوع آن ها پایین است و یا نظریاتی که بدیهی به نظر می آیند پرهیز میکنند.به علاوه, تحلیلگر باید نسبت به تله های روانی خود آگاه باشد تا مبادا به صورتِ ناخواسته تحلیل های او در جهتِ تایید گرایش های ذهنی او قرار گیرد و از حقیقتِ امر غافل شود. تحلیل گر نباید متوهم و خیالباف باشد بلکه باید بر اساس واقعیت و در بستر چرخه ی اطلاعات مسائل را درک کند. درک صحیح حقیقت به خصوص در ضد اطلاعات Counterintelligence اهمیت مضاعفی پیدا میکند. از این رو نظریه ی بازی ها (که به بیان تعامل دو رقیب میپردازد) برای درک شرایط میتواند مفید باشد.
تحلیلگر میتواند کارِ خود را با فهمیدنِ نیازمندی های سیاستگذاران آغاز کند. او باید هموراه از خود بپرسد: سیاستگذار چه چیزی را باید بداند؟سیاستگذار ترجیح میدهد چگونه تحلیل را دریافت کند؟ آیا راه حل مطلوب هنوز انتخاب نشده؟ یا اینکه پیشاپیش راه حل انتخاب شده و اکنون با موانع و ضعف های راه حل مواجه شده ایم؟
بعضی مواقع ممکن است دو خروجی متفاوت برای مشتریان ارائه شود. یک نسخه از خروجی علاوه بر تحلیل شامل منابع اطلاعات, روشِ جمع آوری اطلاعات و تکنیک های تحلیل اطلاعات هم میشود. در حالی که خروجی دیگر بیشتر به شیوه ی روزنامه نگاران نوشته میشود و به پاسخ دادن به سئوالاتی مانند: چه کسی؟ چه چیزی؟ چه موقع؟ کجا؟ و چرا؟ می پردازد.

## توانایی های مورد انتظار از یک تحلیلگر
- شکیبایی در هنگام کار در محیطی غیر قطعی: تحلیلگر باید توانایی و تحملِ کار کردن در محیطی پر ابهام را داشته باشد و بتواند بر چالش های ذهنی خود غلبه کند. دیک هویر (نویسنده و تحلیلگر CIA) در کتاب Psychology of Intelligence Analysis میگوید "ذهنیت ما در مورد یک واقعیت به سرعت شکل میگیرد اما به سختی تغییر میکند"[۳]. به عبارت دیگر درک ما از واقعیت براساس اطلاعتی است که در برخوردِ اول بدست می آید و افزایش تدریجی اطلاعت ممکن است منجر به تغییرِ فهمِ ما از واقعیت نشود. لذا تحلیلگران (که در معرض افزایش تدریجی اطلاعات قرار دارند) ممکن است (به غلط) نسبت به اطلاعات اولیه خود پافشاری کنند و اطلاعاتی که در قدم های پس از آن بدست آمده است را نادیده بگیرند. بنابراین تعجبی ندارد که تحلیلگری که به تازگی به بخشی ملحق شده بتواند موضوعاتی را درک کند که تحلیلگران با تجربه در آن زمینه به راحتی از آن عبور کرده اند[۳].
- صریح و با اعتماد بنفس: تحلیل گر باید صریح و با اعتمادبه نفس صحبت کند. اینکه شخص دیگری رئیس شماست, یا تحصیلاتی بالاتر از شما دارد و یا سابقه ی کاری طولانی تری نسبت به شما دارد به این معنی نیست که الزاما (در حوزه ی تخصصی شما و نسبت به شما هم) دانش بیشتری دارد.لزومی ندارد که یک تحلیلگر محبوب باشد اما باید همواره در جستجوی حقیقت باشد. سیاستگذاران در سطوح بالا عمدتا علاقه ای به پذیرفتن اشتباهات خود ندارند. بنابراین وظیفه ی تحلیلگران این است که این کمبود را جبران کنند. طبیعتا وجود یک رابطه ی اعتماد محور بین مشاورین اطلاعاتی و سیاستگذار الزامی است[۴].
- سعه ی صدر درشنیدن نظرات موافق و مخالف: تحلیل گر باید بتواند عقاید و نظرات دیگر را بر اساس دلایل و شواهد به خوبی ارزیابی کند و از آن ها برای بهبود نظریات خود بهره بگیرد. لذا تحلیلگر باید بدون تعصب همیشه آماده ی شنیدن نظرات دیگران باشد[۵].
- Critical Thinking: ارزیابی کردن شیوه ی استنتاج است.تحلیلگر باید بتواند شیوه ی استنتاج و صحتِ دلایلی که منجر به یک نتیجه گیری خاص شده است را بازنگری کند. به عبارت دیگر, تحلیلگر باید بتواند مسیری که طی نموده تا به یک نتیجه گیری مشخص برسد را ارزیابی کند. تحلیلگر میتواند در مورد صحتِ نتیجه گیری خود مطمئن یا مردد باشد اما همواره باید مسیرِ تکاملی یافته های خود را مورد بازنگری قرار دهد.[۶] به سه روش میتوان استنتاج کرد:
  - Inductive یا استقرایی:  بررسی مواردِ مشخص و رسیدن به یک نتیجه ی کلی. این تنیجه گیری کلی ممکن است الزاما برای همه ی موارد درست نباشد[۶].
  - Deductive : نتیجه گیری از یک حکم درست و رسیدن به یک عبارت درست دیگر. این نتیجه همواره درست است[۶].
  - Abductive: بررسی مواردِ مشخص و تلاش برای بدست آوردن محتملترین نتیجه ی ممکن[۶].